# Comté de Shelby (Tennessee)
Pour les articles homonymes, voir Comté de Shelby.
Le comté de Shelby est un comté de l'État du Tennessee, aux États-Unis. Il s'agit du plus grand comté de l'état en superficie et en population. Il appartient à la région métropolitaine de Memphis (la ville accueillant par ailleurs son siège). Il a été nommé en hommage à Isaac Shelby, premier gouverneur du Kentucky.

## Géographie
Selon le Bureau du recensement des États-Unis, le comté a une superficie de 2 030 km² dont 1 954 km² de terre et 75 km² (3,7 %) d'eau. Le point le moins élevé de l'État du Tennessee, 54 m, est situé dans le comté au niveau du Mississippi.